# Municipio de Washburn (condado de Logan)
El municipio de Washburn (en inglés: Washburn Township) es un municipio ubicado en el condado de Logan en el estado estadounidense de Arkansas. En el año 2010 tenía una población de 821 habitantes y una densidad poblacional de 7,69 personas por km².

## Geografía
El municipio de Washburn se encuentra ubicado en las coordenadas 35°13′9″N 93°54′49″O / 35.21917, -93.91361. Según la Oficina del Censo de los Estados Unidos, el municipio tiene una superficie total de 106.83 km², de la cual 105,63 km² corresponden a tierra firme y (1,12 %) 1,2 km² es agua.

## Demografía
Según el censo de 2010, había 821 personas residiendo en el municipio de Washburn. La densidad de población era de 7,69 hab./km². De los 821 habitantes, el municipio de Washburn estaba compuesto por el 94,88 % blancos, el 0,12 % eran afroamericanos, el 1,71 % eran amerindios, el 0,37 % eran asiáticos, el 0,85 % eran de otras razas y el 2,07 % eran de una mezcla de razas. Del total de la población el 1,95 % eran hispanos o latinos de cualquier raza.